# 吉祥山
吉祥山（きちじょうざん）は、愛知県新城市と豊橋市にまたがる標高382.5 mの山。

## 概要
古代人の信仰の対象となっていた山で、山麓には多数の古墳群がある。北東山腹の新城市八名井字今水地内にある鎌倉時代と室町時代に栄えていたとみられる今水寺跡は、1978年（昭和53年）11月22日に新城市の史跡の指定を受けている。本寺は真言宗の寺院で本堂に十一面観音が祀られ、その傍らに熊野権現を鎮守としていた。戦国時代には今川義元の保護を得て全盛期を迎え、野田城の戦いの頃に武田信玄率いる武田軍により焼かれたとも伝えられている。現在は僧坊等があったと思われる平場が山上に多数点在している。山頂部に奥の院として吉祥天が祀られている祠がある ことが、山名の由来とみられている。古くから燃料として炭や薪、食糧として山菜や木の実を供給する里山として利用されていた。山頂に三等三角点（点名「西川村」、標高382.48 m）が設置されている。

## 環境
東山腹にゴルフ場（新城カントリー倶楽部）がある。南西山麓に県企業庁工業団地がある。西山腹に砕石場がある。北側には断層帯である中央構造線が通り、その南東側である外帯に三波川変成帯が帯状に分布し、その特徴となる特異な地質が本山で見られる。山麓部を除き熱よりも圧力を受けてできた変成岩である結晶片岩である角閃石片岩で構成されていて、山頂部などで観察することができる。愛知県内で比較的稀な角閃石片岩で構成され山頂部でその露頭が顕著に見られることと、北尾根の地域で小規模なスダシイの巨木群が自生していることを理由とし、標高300m以上 の区域（20.15 ha）が、1976年（昭和51年）10月15日に愛知県吉祥山自然環境保全地域の指定を受けた。希少種のミカワマイマイの分布が確認されている。

## 植生

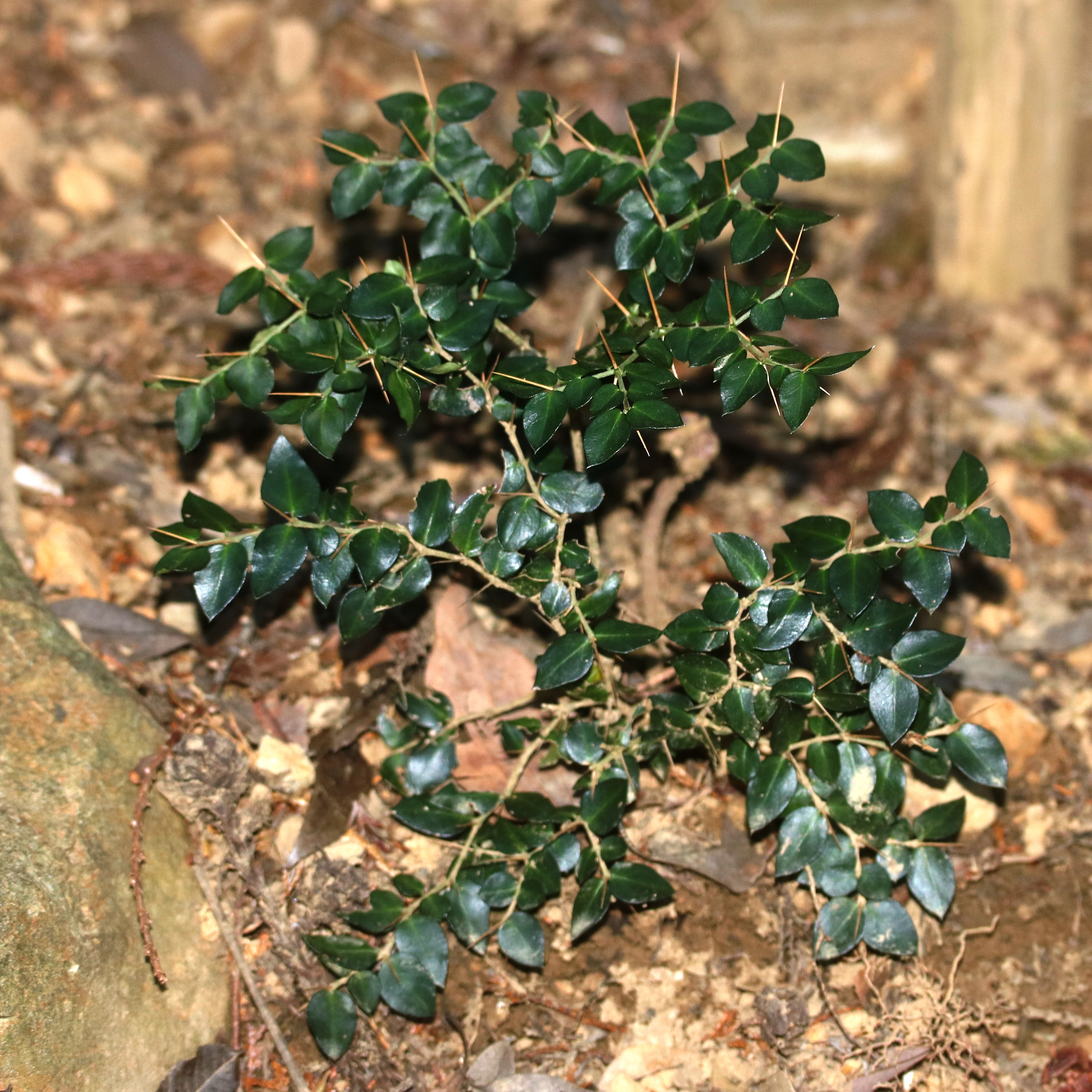
常緑樹のアリドオシ、西側の山域にて

新城市側の北斜面の多くがスギとヒノキの植林地となっている。豊橋市側の南斜面は雑木林となっている。アカマツに占有されていたが、マツ枯れにより少なくなり遷移が進み、ネムノキ、ヒサカキ、ウリカエデ、クリ、アベマキなどを交えたコナラ群落に変化している。林床には、アキノタムラソウ、コウヤボウキ、オケラ、キッコウハグマ、ミヤマシキミ、コバノガマズミ、コマユミ、キンラン、ギンラン、シライトソウ などが見られる。山頂周辺の伐採地の日当たりのよい場所では、タツナミソウ、オトコエシ、アキノキリンソウ、アキノタムラソウなどが生育している。山頂直下の北尾根には小規模なスダジイの群落があり、胸高直径1 mのスダジイを中心に、スダジイ、ヤマザクラ、スギの大木が10本ほど生育している。西に延びた尾根ではタブノキ、ヤブニッケイ、カゴノキなどの暖地性の常緑広葉樹が多く生育している。東斜面では1996年（平成8年）4月の山火事で焼失したエリアでは、クリ、ゴンズイ、ヤマハギ、クサギ、アカメガシワなどの植生が自然回復してきている。北東山腹には吉祥桜（エドヒガン、樹高20 m、幹回り2.91 m、樹齢300年以上）がある。平成9年度 - 11年度にマツクイムシや山火事により荒廃した山頂部の南斜面の区域が「月の森」として、愛知県の生活環境保全林事業として整備された。月の森では公園のように、区画ごとに保全の森、郷土の森、学習の森、昆虫の森、生産の森、花の森、野鳥の森として、樹木の植栽、遊歩道の整備が行われた。

## 登山

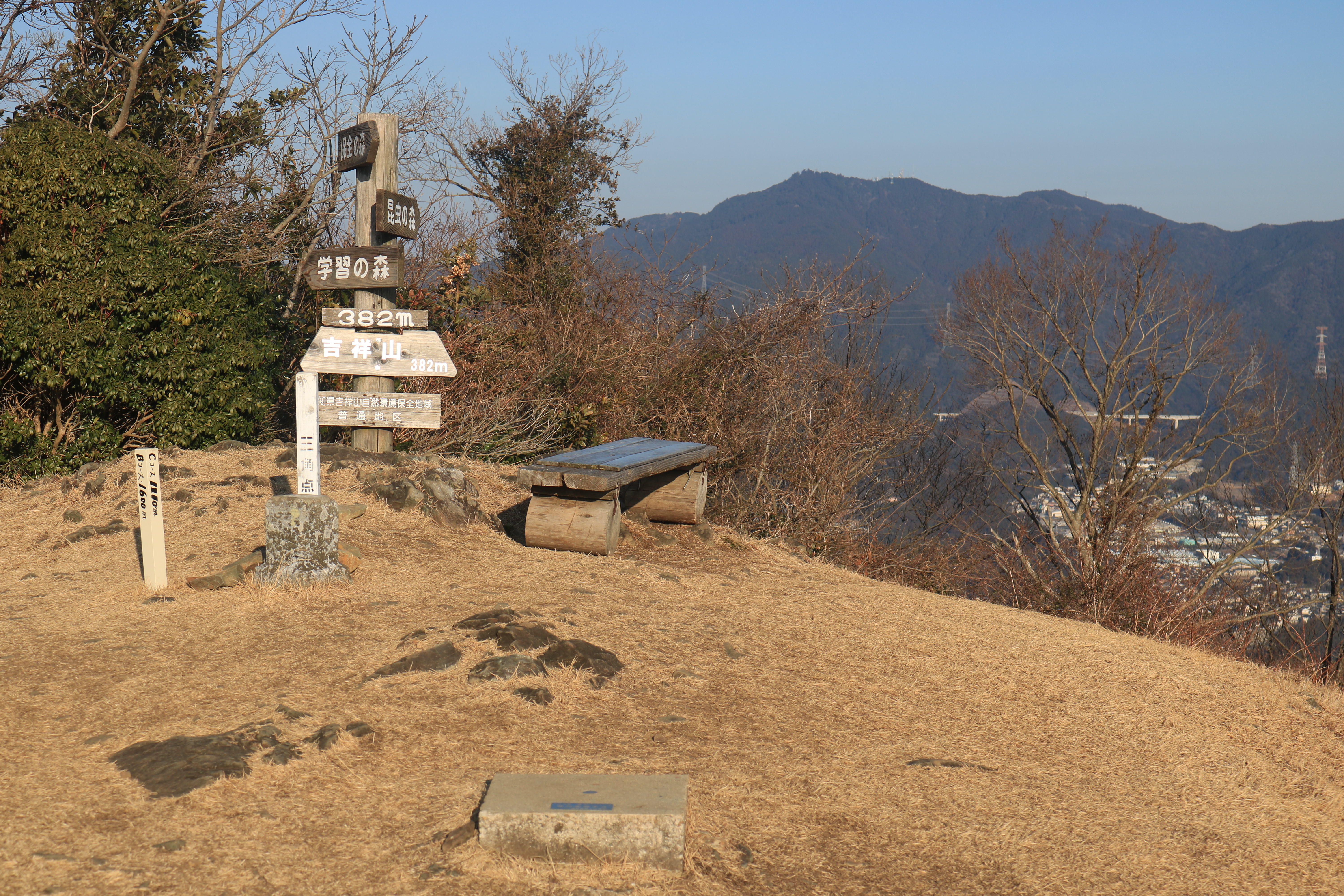
吉祥山の山頂

日帰り登山やハイキングの対象となる山で、以下の登山道が整備されている。豊橋市側の南斜面の山域は、吉祥山市民ふれあいの森として登山道が整備されて、南西山麓には2002年（平成14年）3月に休憩所、トイレ、駐車場が整備された。山頂部の南側は月の森と呼ばれている。

### 登山コース一覧
- Aコース - 吉祥山市民ふれあいの森からの南西尾根のコース。
- Bコース - 割田川の左岸付近を通る南側からのコース。
- Cコース - 吉祥川沿いの西側からのコースで、吉祥天女（吉祥天）を祀るシイの巨木を通る。
- よくばり展望コース - 新城市側の北山麓の林道からの北斜面のコース[3][8]。

## 地理
愛知県と静岡県との県境に連なる弓張山地の中山峠付近から、豊橋市と新城市の境界となる尾根に隣接する独立峰。南域には豊橋市石巻萩平町字吉祥山（きちじょうざん）の地名がある。西山麓付近の一部の山域が豊川市金沢町である。

### 周辺の山
周辺の主要な山を下表に示す。
| 山容                                                        | 山名     | 標高(m) | 三角点等級 基準点名 | 吉祥山からの 方角と距離(km) | 備考                         |
| ----------------------------------------------------------- | -------- | ------- | ------------------- | --------------------------- | ---------------------------- |
| 三ッ瀬明神山から望む鳳来寺山と鳳来湖（2018年5月22日撮影）   | 鳳来寺山 | 695     |                     | 北東 17.0                   | 鳳来山東照宮                 |
| 吉祥山から望む本宮山（2018年2月9日撮影）                    | 本宮山   | 789.31  | 一等 「三本宮山」   | 北西 7.8                    | 本宮山県立自然公園           |
| 金山から望む吉祥山（2018年6月12日撮影）                     | 吉祥山   | 382.48  | 三等 「西川村」     | 0                           | 愛知県吉祥山自然環境保護地域 |
| 北側の山麓から望む雨生山（2018年9月16日撮影）               | 雨生山   | 313     |                     | 西北西 4.9                  | 浜名湖県立自然公園           |
| 東側の弓張山地の県境稜線から望む石巻山（2013年12月7日撮影） | 石巻山   | 358     |                     | 南南西 7.7                  | 石巻山石灰岩地植物群落       |
| 尉ヶ峰方面から望む富幕山（2018年1月27日撮影）               | 富幕山   | 563.49  | 一等 「富幕山」     | 東 10.0                     | 浜名湖県立自然公園           |

### 源流の河川
豊川の以下の河川の源流となる山で、太平洋側の三河湾へ流れる。山域の北側に豊川の本流が流れ、山麓の北側から東側にかけてその支流の宇利川が流れる。南東山麓に間川が流れ、四方をこれらの河川に囲まれた山である。山域の南側に豊川用水東部幹線にが流れ、その大原調整池の北西2.5 kmに位置する。
- 宇利川
- 吉祥川、割田川 - 間川の支流。吉祥川には下池、中池、奥ノ池の砂防池がある[9]。

### 交通・アクセス

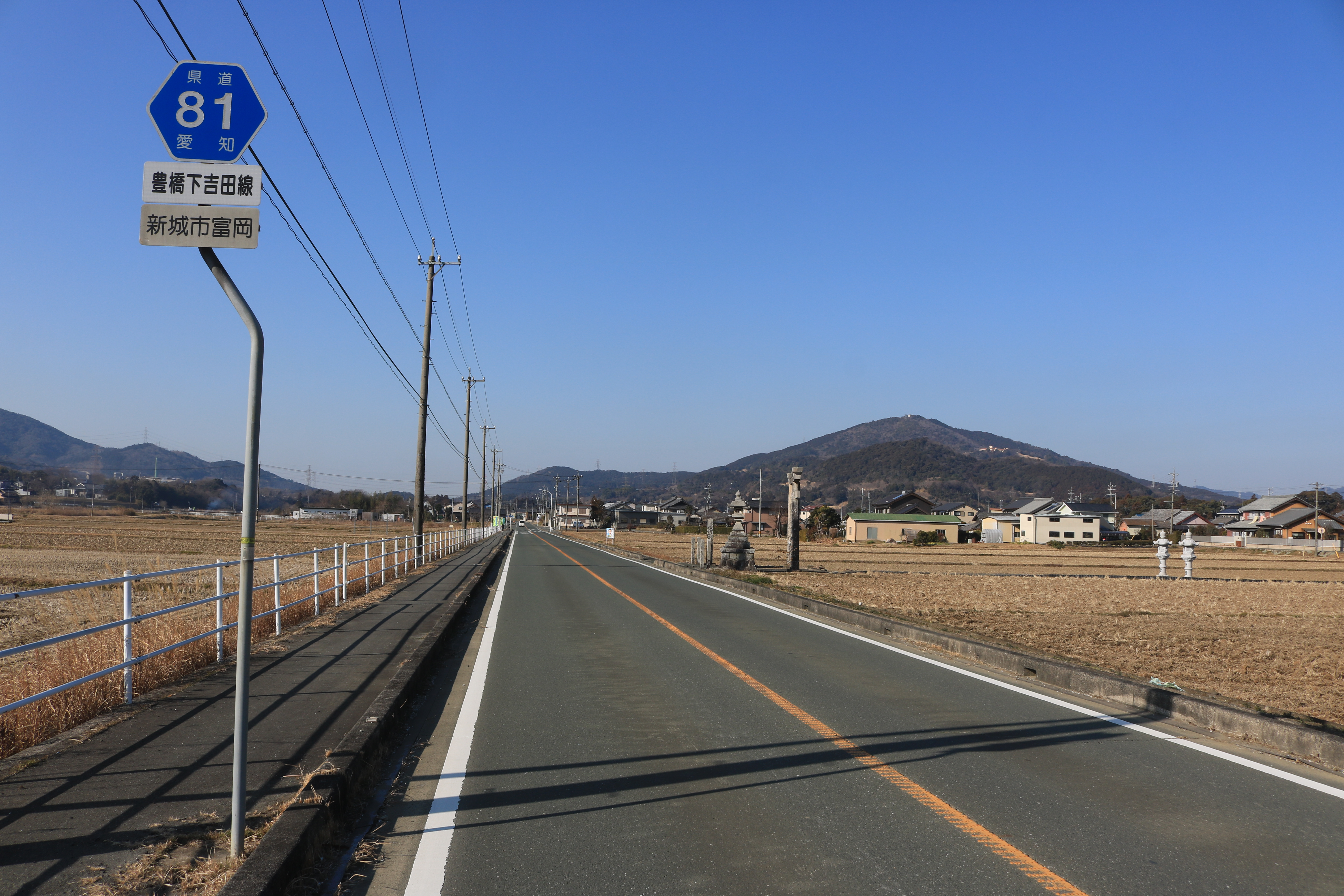
南東山麓を通る愛知県道81号豊橋下吉田線から望む吉祥山

南山麓に東名高速道路と愛知県道381号豊津石巻萩平線が通る。南東山麓に愛知県道81号豊橋下吉田線が通る。北東山麓に国道301号が通る。北山麓の愛知県道69号豊橋乗本線が通る。
- 東海旅客鉄道（JR東海）飯田線の東上駅の南東2.9 kmに位置する[5]。
- 東名高速道路豊川インターチェンジの東北東6.4 km、新東名高速道路新城インターチェンジの南西8.9 kmに位置する[6]。

### 周辺
- 新城市立八名中学校 - 東山麓
- 新城市立八名小学校 - 東山麓
- 望月家住宅 - 国指定重要文化財
- 桜淵公園、牟呂松原頭首工、野田城大橋 - 北山麓

## 吉祥山の風景
山容は東西にやや長い楕円形。

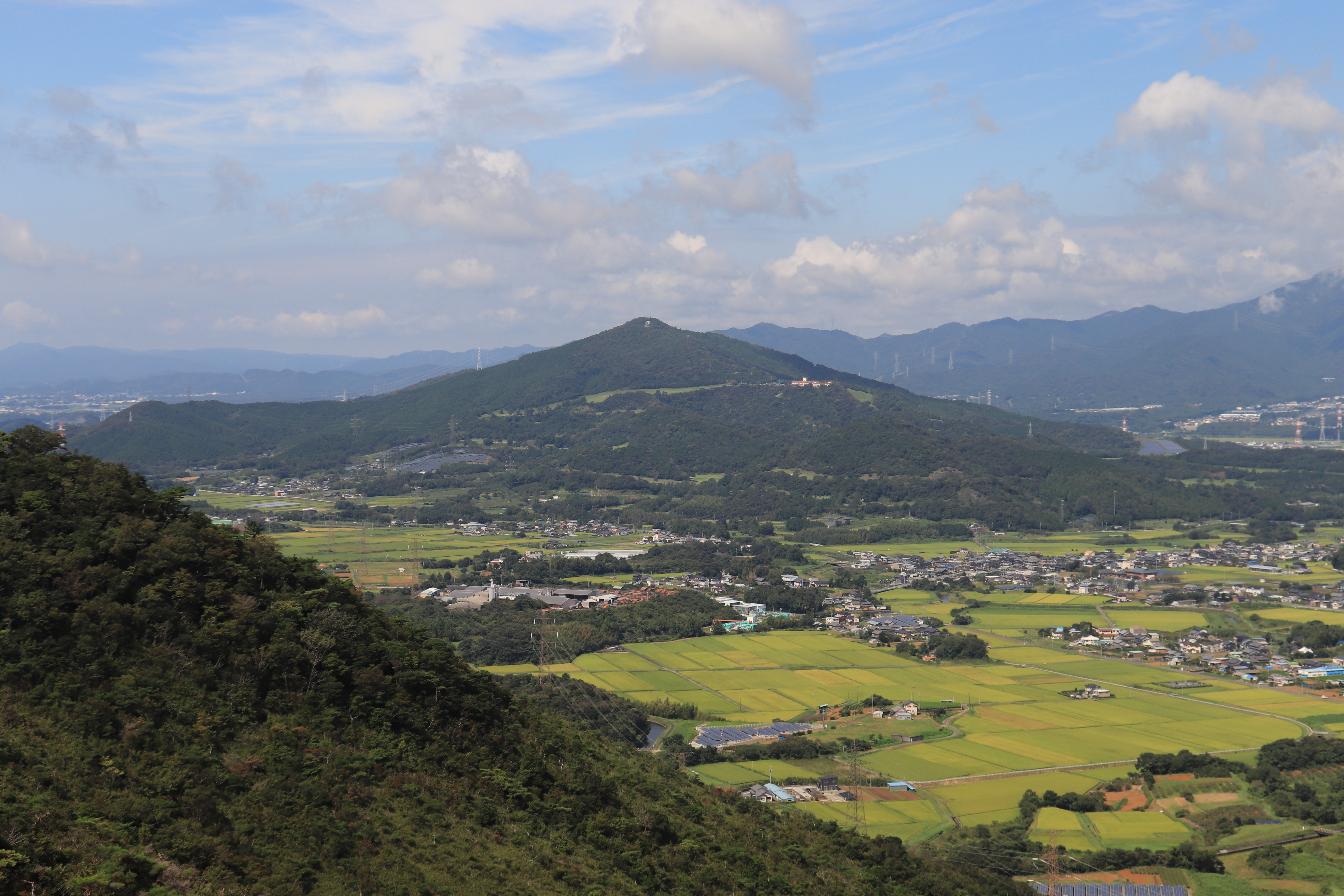
東南東側の雨生山から望む吉祥山
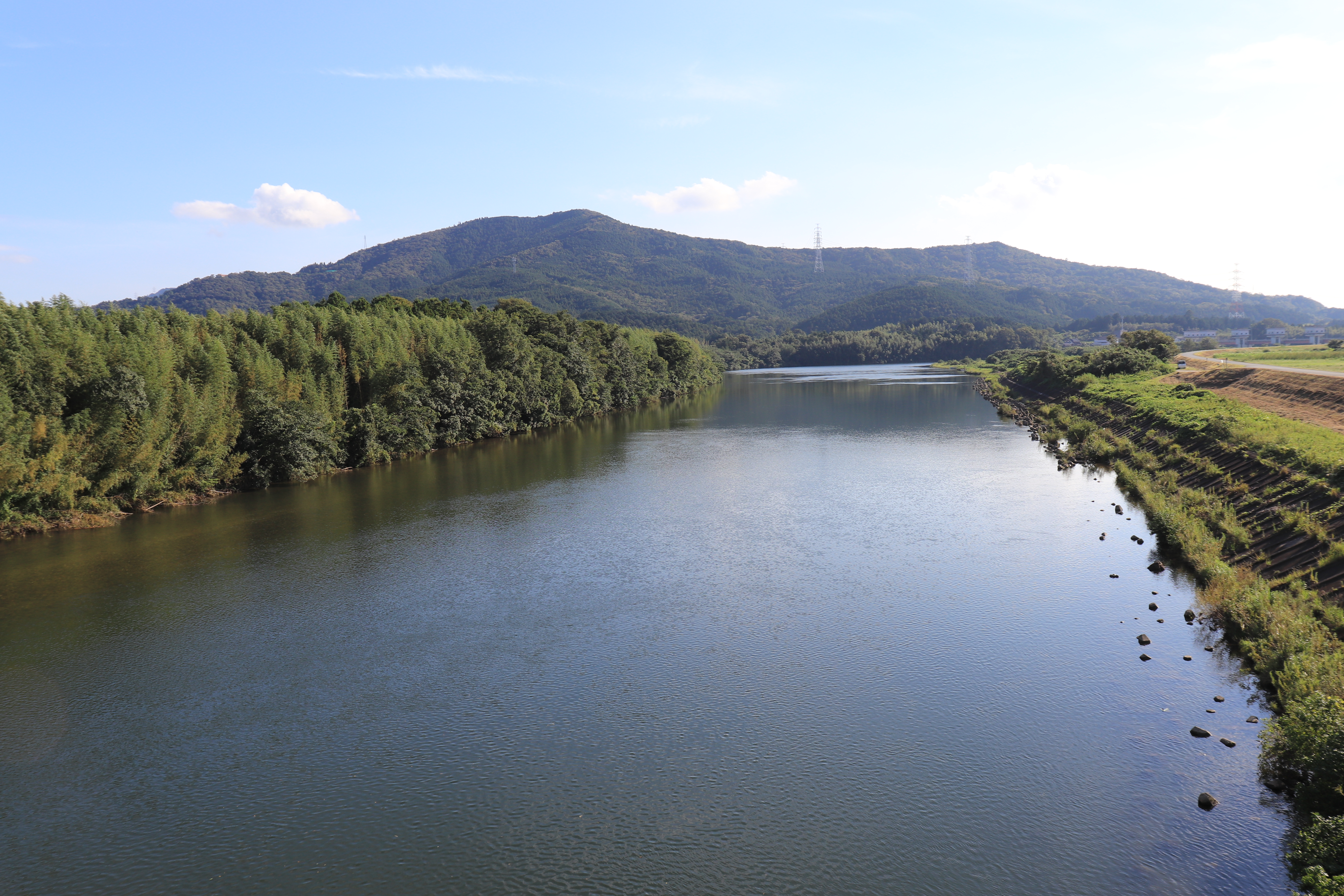
北側の野田城大橋から望む豊川と吉祥山

## 吉祥山からの眺望
山頂部は樹木が切り開かれていて展望が開け、豊橋平野、三河湾、新城市の中心部、奥三河の山々、その奥に南アルプス、冬晴れの日には富士山が望める。
 ウィキメディア・コモンズには、吉祥山から眺望に関するカテゴリがあります。

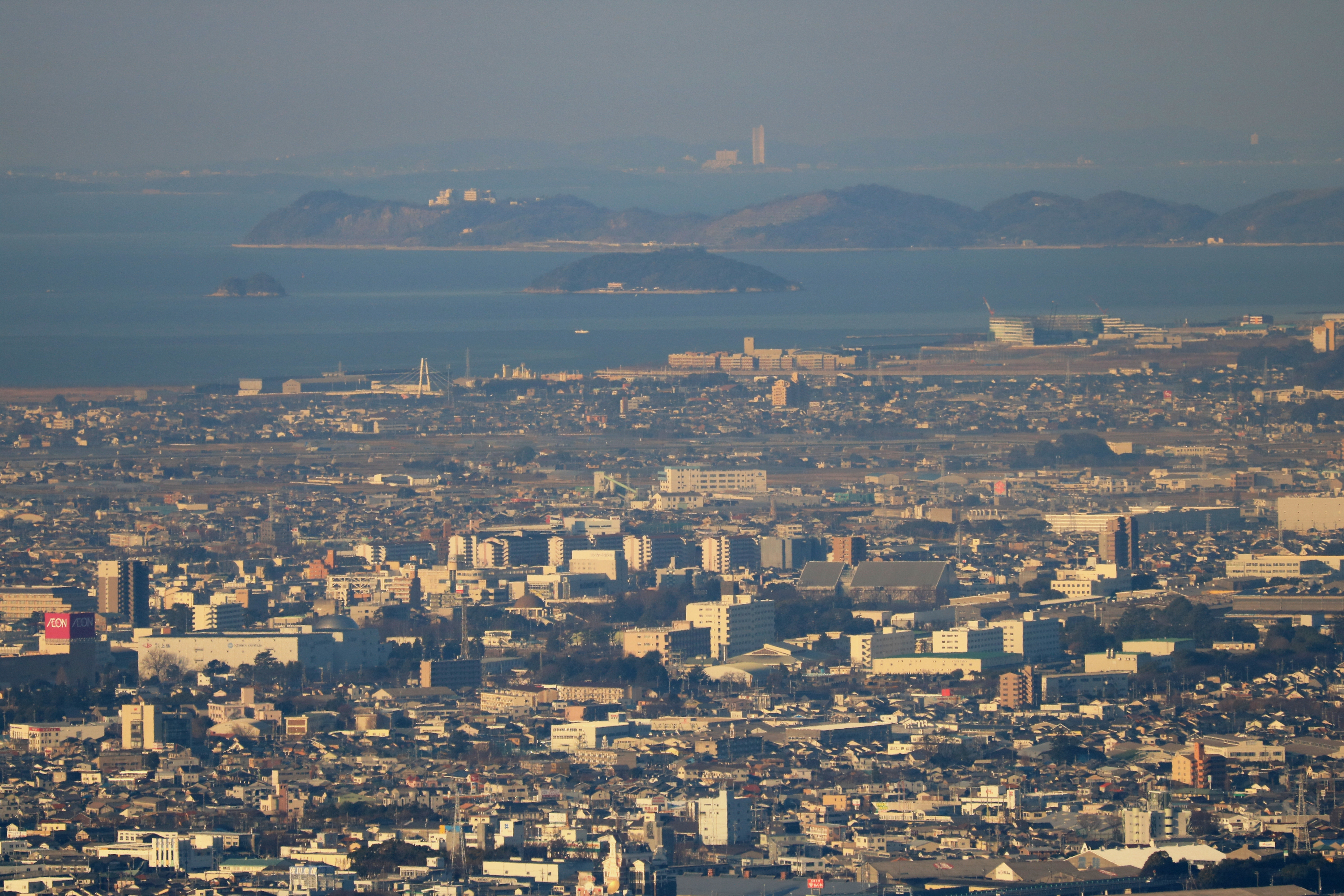
三河湾に浮かぶ小島（左）と三河大島（右）、その奥に西浦半島
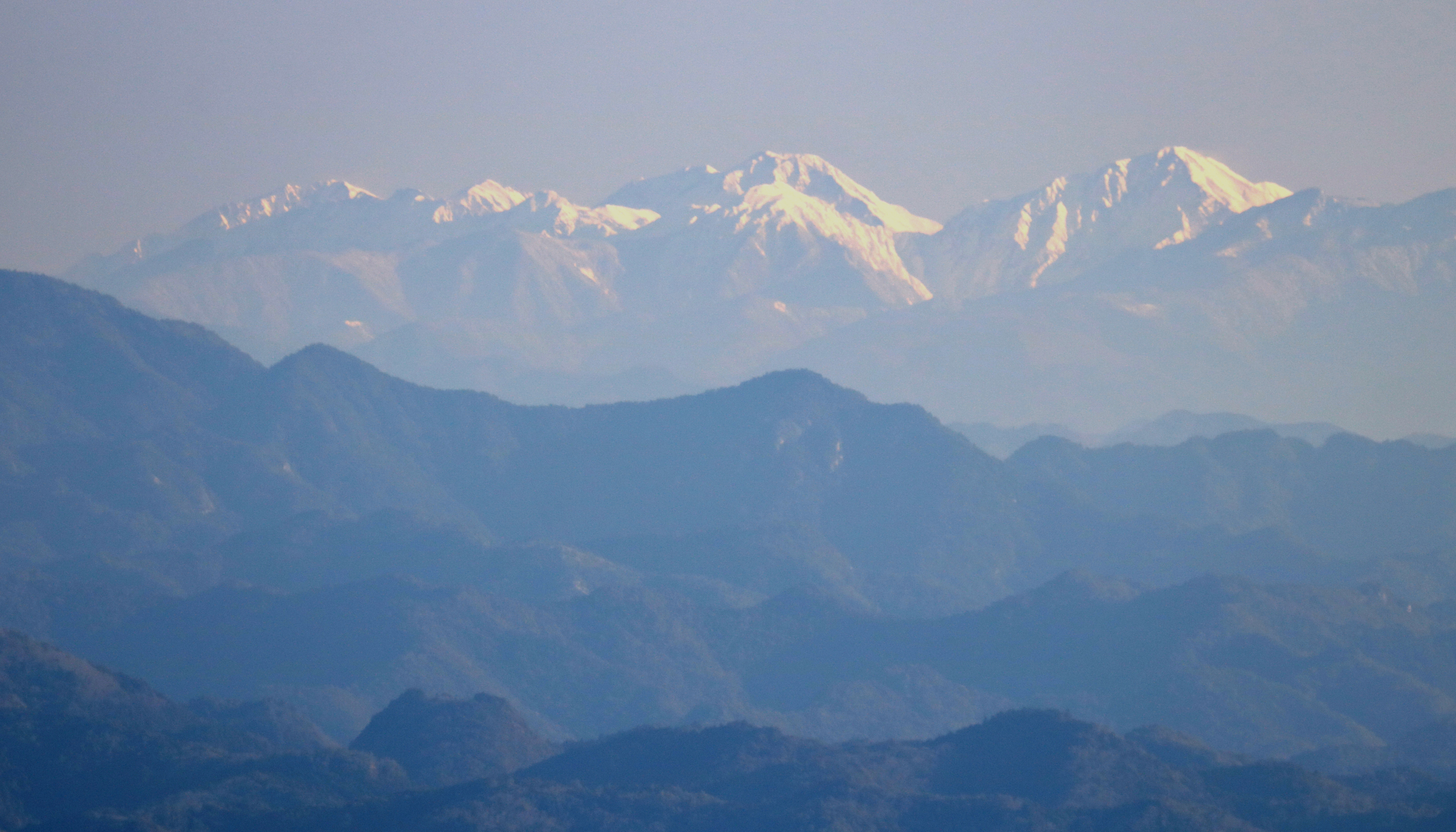
南アルプス、左から荒川岳、赤石岳、聖岳、手前は大沢岳、中盛丸山、兎岳
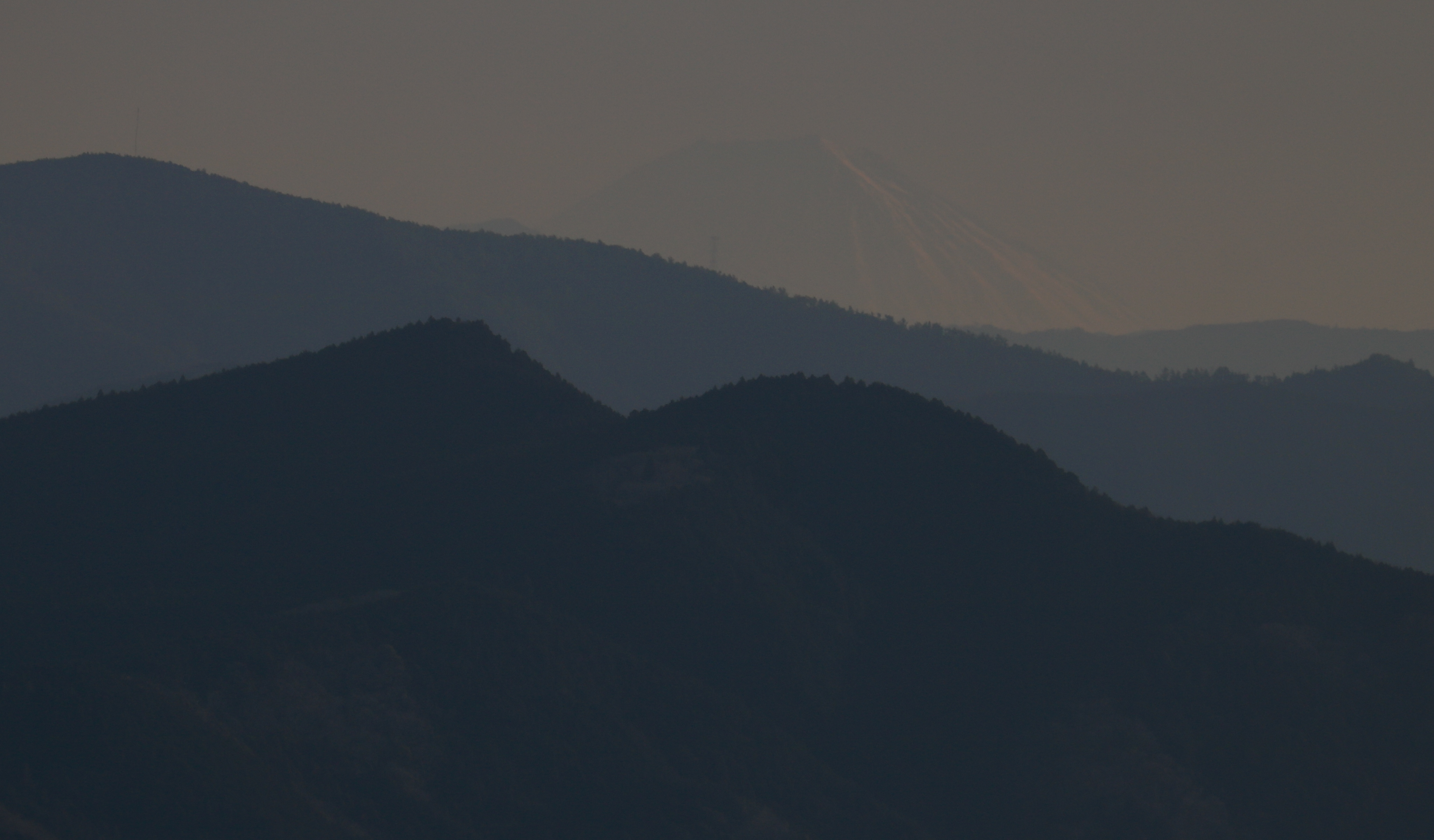
富士山 吉祥山からの距離は約127 km